# Groengestipte kikker
De groengestipte kikker (Pelodytes punctatus) is een pad-achtige kikker uit de familie Pelodytidae. De soort werd voor het eerst wetenschappelijk beschreven door François Marie Daudin in 1802. Oorspronkelijk werd de wetenschappelijke naam Rana punctata gebruikt.
De kikker wordt soms ook als koperpad aangeduid. Lokale naamgevingen zijn erg divers, maar kunnen telkens weer worden gevonden in oude literatuur en in de hedendaagse cultuur.

## Uiterlijke kenmerken
De kikker heeft een bruine tot groene kleur met op de rug kleine, onregelmatige groene vlekken. Het is een kleine, slanke kikker met relatief lange achterpoten en een verticale pupil. Op de flanken bevindt zich een enkele rij oranje tot zwarte vlekken, soms ook achter de kop op de gifklieren. De lengte is maximaal vijf centimeter, mannetjes blijven iets kleiner. Opvallend aan deze soort is dat enkel en hiel zijn vergroeid, terwijl ook het strottenhoofdsbeen niet lijkt op dat van andere kikkers en padden. Andere verschillen zijn het slankere lichaam, kleine parotoïden (gifklieren) en onderontwikkelde zwemvliezen tussen de tenen.

## Verspreiding en habitat

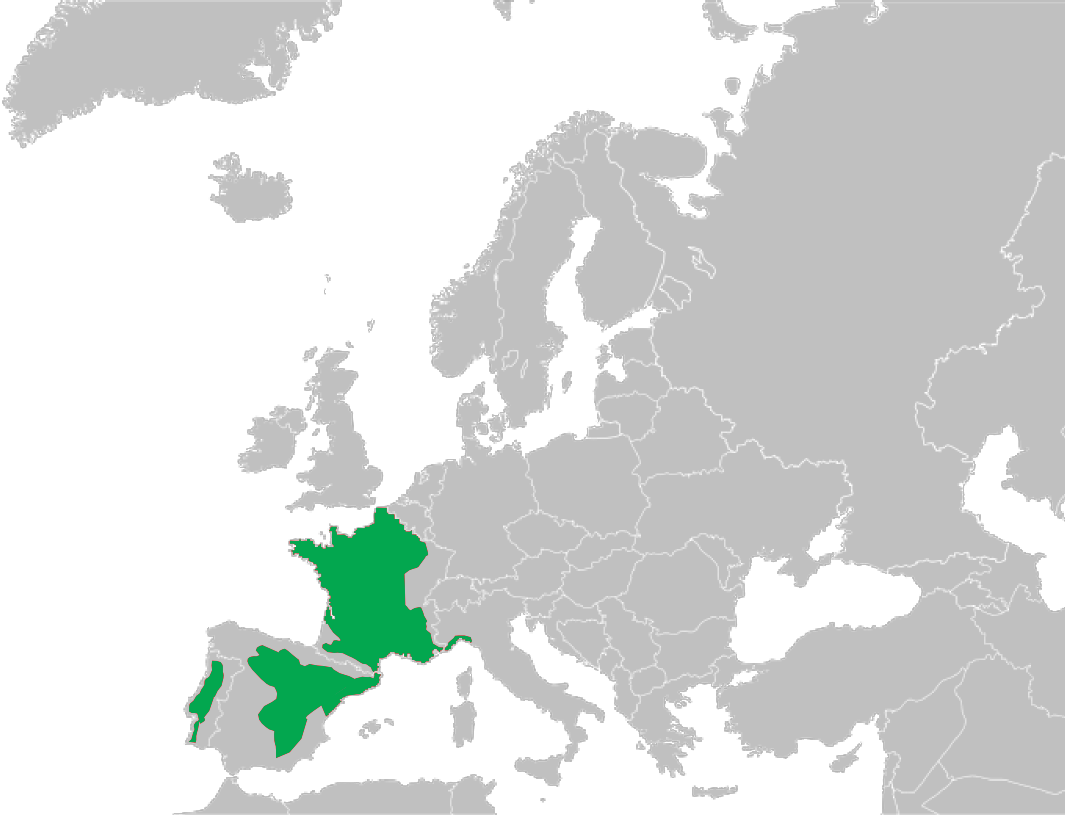
Verspreidingsgebied in het groen.

De groengestipte kikker komt voor in uiterst zuidwestelijk België met als noordelijkste vindplaats net ten zuiden van Koksijde, waar een belangrijke populatie zich bevindt die uitstrekt tot de regio Pas-de-Calais, Normandië. Oude waarnemingen van begin vorige eeuw vanaf 1911 tot 1965 werden gemeld van Lille, Moeskroen, Aat ,Chievres en in de omgeving van Poperinge,vrijwel geen van deze bekende vindplaatsen konden recent  bevestigd worden. In de zuidelijke delen van het Ardennen-massief ligt de meest noordoostelijke verspreiding waar de populatie de Belgisch-Franse grens overschrijdt bij Muno, Florenville en Givet-Chimay waar ze verspreid is tot het midwesten van Lotharingen en het Luxemburgs grensgebied de laagvlakten van Champagne-Ardennes tot aan de vochtige hooggelegen kalkgraslanden in de West-Elzas. de soort ontbreekt verder in het Noordoosten van Frankrijk. Grote concentraties vinden we in het vochtige westen van Bretagne en Poitou tot Charante-Maritime,Dordogne tot in de  zuidoostelijke regio Tarn,Provence en Verdon via de kuststreek naar noordwestelijk Italië. Waarschijnlijk ligt t meeste zuidelijk voorkomen in uiterst noordwestelijk Spanje. In het laat-Pleistoceen zijn vondsten gedaan van P. Punctatus  in de kleigroeve van Tegelen, Limburg, deze en andere vondsten in het Maasdal duidden op een historisch voorkomen in Nederland. Er zijn recent belangrijke resultaten geboekt na wetenschappelijk onderzoek van de status van Pelodytes localiteiten, hierbij zijn in Noordoost-Spanje en centraal Portugal aan de Atlantische kust zelfs 2 nieuwe soorten beschreven. In het onderzoek van T.Beebee (2014) werden totaal 3 regionen bepaald en beschreven waarin cryptische soorten zich kunnen ophouden. De solist Pelodytes caucasicus in oost-Europa is waarschijnlijk niet de enige regionaal aangezien er foto's opdoken in de Balkan waar tot nu toe onbekende Pelodytes sp. werden getoond . Hieruit blijkt dat er nog veel onduidelijk is rond het genus Pelodytes, die een soortcomplex blijkt.
De groengestipte kikker is sterk aan water gebonden en leeft alleen in extreem natte gebieden zoals moerassen en poelen. Het is zowel een dag- als nachtactieve soort die in de zomer 's nachts leeft en de rest van het jaar, afgezien van de winterslaap, overdag. De kikker kan zowel in meer bosachtige gebieden als open landschappen worden aangetroffen. In de paartijd worden allerlei wateren gebruikt voor de afzet van de eitjes, poelen met onderwatervegetatie hebben waarschijnlijk de voorkeur. Het voedsel bestaat uit insecten(-larven) en wormen.

## Voortplanting

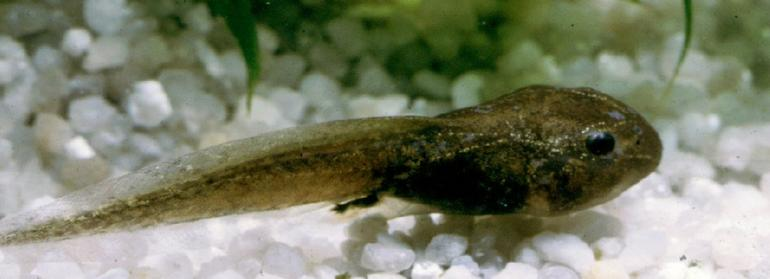
Kikkervisje.

Het voortplantingsseizoen hangt af van de streek waarin de kikker leeft, soms zijn ook meerdere eiafzetperiodes of kan het hele jaar door gepaard worden. De eitjes worden in snoeren onderwater om een stengel gewonden, per snoer worden 40 tot 300 eitjes afgezet, een vrouwtje kan in een seizoen 1000 tot 1600 eitjes produceren. De kikkervisjes komen na 8 tot 9 dagen uit bij een temperatuur van 15 tot 20 graden. De kikkervisjes leven van algen, planten, rottend materiaal en schimmels, ook wordt zand opgenomen. Na ongeveer drie maanden is de metamorfose van ei tot kikker voltooid, maar meer noordelijk levende dieren die als larve een winterslaap moeten houden, kunnen er 7 tot 8 maanden over doen.

## Bescherming
De groengestipte kikker is met enig kritische fases en zorg omgeven door lokale natuuronderzoekers, ondanks de veilige status LC (Least Concern) van de Rode Lijst van de IUCN, zijn er duidelijke aanwijzingen van grote terugval en verdwijnen of verkleinen van populaties. Zo is de soort zowel in België, Luxemburg en Frankrijk bedreigd, tot ernstig bedreigd, ten zuiden van Frankrijk kwetsbaar wat aangeeft dat er een duidelijke neerwaartse trend bestaat voor deze soort. De eenduidige oorzaken die worden genoemd zijn verstoring door recreatie en menselijke activiteit, drainage voor landbouwdoeleinden, infrastructurele isolering van populaties en landschapsverandering. Door het in cultuur brengen van landschappen verdwijnen regelmatig belangrijke habitats. Ook het omleggen van beken, stroompjes en uiterwaarden van rivieren zijn daar de oorzaak van. De trend is neerwaarts en men maakt zich zorgen voor de toekomst van deze kikker.
De soort komt voor in kleine aantallen en is extra kwetsbaar voor verandering of verstoring. Vooral in de noordelijke grenzen van zijn voorkomen is de soort erg gevoelig en worden populaties bedreigd, met name in menselijk alternatieve landschapselementen waar verkeersslachtoffers of predatie door huisdieren ook een voorname rol spelen.